# Antonio de Nebrija
Antonio de Nebrija (1441–5. julij 1522), poznan tudi kot Antonio de Lebrija, Elio Antonio de Lebrija in Antonius Nebrissensis. Bil je učitelj, zgodovinar, pesnik in jezikoslovec. Njegovo najpomembnejše delo, ki ga uvršča v sam svetovni vrh, je prva slovnica španskega jezika, imenovana Gramática castellana, izdana leta 1492. Istega leta je izdal tudi latinsko-španski slovar, dve leti kasneje pa še špansko-latinskega.

## Ime
Ime de Nebrija izhaja iz njegovega rojstnega imena Antonio Martinez de Cala. V času renesančne humanistike je bilo značilno, da so si svoja rojstna imena spremenili v latinska in tako se je Antonio Martinez de Cala preimenoval v Aeliusa Antoniusa Nebrissensisa. Aeliusa je vzel iz rimskih napisov svojega rojstnega mesta Lebrija, ki se je imenovalo Nebrissa Veneria. Svoja dela je večkrat podpisal tudi z imenoma Antonius Lebrixen (1481) in Antonius Nebrissen (1501).

## Življenje
Rodil se je v španski provinci Sevilja, mestu Lebrija  očetu Juanu Martinezu de Cala in materi Catalini de Xarava y Ojo , poznani tudi kot Catalina de Jaraba y Ojo. Njegov oče je prihajal iz družine Judov, ki so živeli na Iberskem polotoku med špansko inkvizicijo. Njegova mama je bila prav tako Judinja, ki se je kasneje spreobrnila v katoličanko. Bil je drugi od petih otrok: bili so 3 bratje in 2 sestri. 
Študiral je na Univerzi v Salamanki. Ko je imel 19 let, se je preselil v Italijo, kar pove tudi v enem izmed svojih del Vocabulario (1494): <<assi que en edad de diez y nueve años io fue a Italia>>, torej v prevodu: >> ko sem imel 19 let, sem odšel v Italijo<<. Tam je za študij teologije na Univerzi v Boloniji prejel štipendijo škofije v Córdobi. S študijem je začel leta 1463.
Ko se je vrnil v Španijo, je v Sevilji začel delati za nadškofa Fonseca. V času med letoma 1470 in 1473 je poučeval v katedrali v Sevilji. Na Univerzi v Salamanki je leta 1473 prejel naziv profesorja retorike in španske slovnice. Istega leta se je tudi poročil z Isabel Solís de Maldonado, s katero sta kasneje imela 7 otrok. 
Nebrija je pisal o različnih temah, med katere spadajo kozmologija, botanika in teologija. Eden izmed bolj prepoznavnih teoloških del je zagotovo Quincuagenas, s področja prava Lexicon juris civilis, s področja arheologije pa Antigüedades de España. Leta 1481 je objavil slovnico z naslovom Introductiones latinae. 11 let kasneje, torej leta 1492, je objavil prvo slovnico španskega jezika, Gramática castellana, ki jo posvetil kraljici Izabeli I. Kastiljski. V petih delih obravnava relativna vprašanja povezana s pravopisom, naglaševanjem, etimologijo, morfologijo in skladnjo. Vzpostavi tesno povezavo med politično zavestjo ljudi in jezikom, ki ga uporabljajo. Po naročilu kardinala Cisnerosa je Nebrija sodeloval pri razvoju latinskega in grškega dela Biblia políglota complutense. Umrl je leta 1522 v Madridu. 

## La gramática española, španska slovnica
Leta 1492 je, v času vrhunca rekonkviste in odkritja Amerike, Nebrijino delo končno ugledalo luč sveta. Njegova Gramática Castellana je izšla v petih delih. Prva knjiga, razdeljena na 10 poglavij, se osredotoči na pravopis; druga na prozodičnost in slog; tretja se v 17 poglavjih ukvarja z etimologijo besed in slogom; četrta, v 7 poglavjih, s skladnjo in deli stavka; in peta knjiga z uvodom španskega jezika, za vse tiste, ki se ga želijo naučiti. 
Na začetku nam avtor ponudi predgovor, ki je namenjen katoliški kraljici, Izabeli I. Kastiljski. Na teh prvih straneh nam Nebrija predstavi svoje razloge za pisanje tega dela. Eden izmed njih, ki bi ga lahko imenovali kar razlog tehnične narave, je določiti norme, ki bodo jeziku omogočile njegovo trajnost. Drugi razlog, bolj humanistične narave, je olajšati učenje latinskega jezika. S tretjim razlogom pa se približa političnemu okolju, ki odraža nacionalno nadvlado, ki se je zgodila ob predaji Granade. 
V začetku 17. stoletja je Nebrijovo delo preoblikoval Juan Luis de la Cerda in mu podal celo nov naslov, Arte de Nebrija. Od takrat naprej je to delo prejelo kar nekaj novih urejanj različnih literatov. Šele leta 1946 se je v Madridu pojavila popravljena izdaja, katere avtorja sta Pascual Galindo Romeo in Ortiz Muñoz.

## Koncept slovnice po Antoniu Nebriji
De Nebrijovo delo o slovnici je v osnovi temeljilo na klasičnih latinskih avtorjih, kot so Prisciano, Diomedes Grammaticus in Elio Donato, vendar je na to področje uvedel tudi svoje koncepte. Nebrija je bil mnenja, da ima slovnica pomembno vlogo na vseh področjih znanosti. Po njegovih idejah se je slovnica delila na pravopis, prozodičnost, etimologijo in skladnjo. Ta način delitve slovnice se je obdržal vse do moderne dobe. Do pred kratkim se je obdržala tudi njegova teorija, da obstaja 8 delov stavka: samostalnik, zaimek, členek, glagol, predlog, prislov, deležnik in veznik. V njegovih zapiskih je mogoče zaslediti, da naj bi v to teorijo spadal tudi glagolnik (gerundij). 
Nebrija je latinski jezik razumel kot superioren drugim in je bil mnenja, da bolj kot se nek jezik približa latinščini, boljši je. Njegova najbolj znana slovnica La gramática castellana je imela velik vpliv na univerze, predvsem v španskem in evropskem okolju.

## Nebrija, tiskar
Poleg dosežkov na področju španskega jezikoslovja je bil Nebrija pomemben tudi za doprinos uporabe tiska v Salamanki. Njegova druga knjiga izdana v tem mestu so bili ravno Uvodi ali Introductiones in mogoče je ravno s tem delom začel usmerjati tisk, ki je do takrat poskušal ostati skrit. Na to kaže tudi podatek, da sta tako njegov sin in kasneje tudi vnuk postala tiskarja, hkrati pa je bila večina izdanih del v Salamanki ravno od Nebrije ali avtorjev njegovega kroga. Prva tiskarna v Salamanki je bila na takrat imenovani calle de Libreros, kar bi lahko prevedli kot ulica  knjižničarjev. Nebrija velja tudi za prvega avtorja, ki je podal zahtevo za ureditev avtorskih pravic v Španiji in na zahodu Evrope veliko pred statutom kraljice Anne iz leta 1709 v Združenem kraljestvu ali sporih iz leta 1662, v katere se je vmešala tudi Unija krone, t. i. Unión de las Coronas.  

## Dela
•	Introducciones latinas (1481)
•	Gramática de la lengua castellana, 1492
•	Latinsko-španski (1492) in špansko-latinski (1495) slovar
•	Reglas de ortografía española (1517)
•	Po njegovi smrti se izdajo tudi njegova Reglas de ortografía en la lengua castellana (1523).
•	Artis rhetoricae compendiosa coaptatio (1529)
Nebrija je napisal tudi nekaj del o pedagogiki, merskih enotah, meritvah, številčenju itd.